# Maladera spiralis
Maladera spiralis är en skalbaggsart som beskrevs av Ahrens 2003. Maladera spiralis ingår i släktet Maladera och familjen Melolonthidae. Inga underarter finns listade i Catalogue of Life.